# Oi2
Oi2 – niemiecki parowóz pasażerski produkowany w latach 1928–1940 dla kolei niemieckich.

## Historia
Parowozy osobowe Baureihe 24 zostały zaprojektowane do prowadzenia pociągów pasażerskich na liniach lokalnych. Pierwsza lokomotywa została przekazana w lutym 1928 roku. Wyprodukowano 95 parowozów na zamówienie kolei niemieckich. Kursowały z lokalnymi pociągami pasażerskimi na lokalnych liniach podgórskich w Bawarii oraz Wirtembergii. Znaczna część lokomotyw tej serii została skoncentrowana w czasie II Wojny Światowej na Pomorzu i w Prusach Wschodnich. To właśnie z tych terenów pochodziły parowozy oznaczone na PKP serią Oi2. Po drugiej wojnie światowej 34 lokomotywy parowe były eksploatowane przez Polskie Koleje Państwowe do prowadzenia pociągów pasażerskich oraz towarowych. Ostatni parowóz (Oi2-29) został skreślony z inwentarza parowozowni Zajączkowo Tczewskie w październiku 1976 roku oraz zachowany jako pomnik techniki. W sierpniu 2015 roku został przeniesiony do skansenu w Kościerzynie. Zachowano również parowóz Oi2-22, który został sprzedany w 1975 roku niemieckiemu stowarzyszeniu Dampfzug-Betriebs-Gemeinschaft e.V. Lokomotywa ta została przywrócona do ruchu pod swoim pierwotnym oznaczeniem jako 24 083. Obecnie jest nieczynnym eksponatem. 
Na kolejach zachodnioniemieckich w parowozach zamontowano wiatrownice Wittego. W krajach niemieckich parowozy kursowały na liniach kolejowych do 1972 roku. Kilka niemieckich parowozów zachowano jako eksponaty zabytkowe. W 1932 roku wyprodukowano dwa parowozy z kotłami wysokociśnieniowymi (24 069 i 24 070). Do parowozu produkowano kocioł parowy z przegrzewaczem. Zastosowano zawór bezpieczeństwa systemu Ackermanna oraz podgrzewacz powierzchniowy Knorra umieszczony przed kominem. Parowóz posiadał wiatrownice Wagnera i system ogrzewania do pociągów pasażerskich. Do hamowania lokomotywy został zainstalowany hamulec ciśnieniowy Knorra. Dodatkowo za kominem parowozu zamontowany został dzwon parowy. 